# Référendum italien de 1985

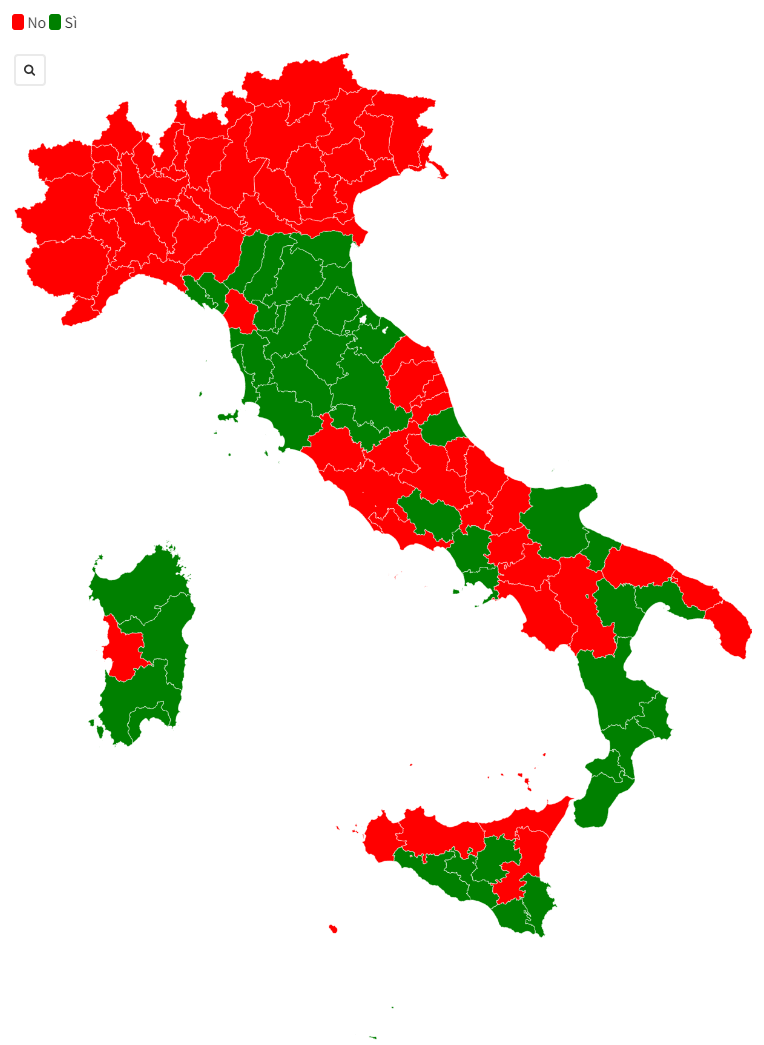
Carte présentant les résultats du référendum italien de 1985

Un référendum abrogatif d'origine populaire a lieu le 10 juin 1985 en Italie. La population est amenée à se prononcer sur l’abrogation d'une loi affaiblissant l'échelle mobile des salaires, un système indexant les salaires sur l'inflation.
Le scrutin voit la victoire du Non, près de 55 % des votants s'étant exprimés contre l'abrogation. Le taux de participation de près de 78 % permet par ailleurs au référendum de franchir le quorum de 50 % requis pour être légalement valide. La nouvelle loi amenuisant l'échelle mobile des salaires reste par conséquent en vigueur.

## Mise en œuvre
Le scrutin est l'aboutissement d'une initiative populaire. En accord avec l'article 75 de la Constitution de 1947, des citoyens italiens réunissent les signatures d'un minimum de 500 000 électeurs en 90 jours entre le 1er janvier et le 30 septembre de l'année en cours, afin de déclencher l'organisation d'un référendum abrogatif sur une loi existante. Le système d'échelle mobile des salaires était notamment accusé d'entrainer une sur-inflation dommageable pour la monnaie italienne, celle-ci connaissant une inflation de 20 % en moyenne au cours des années précédentes. La loi, portée par le gouvernement socialiste du président du conseil Bettino Craxi, réduit alors considérablement les effets du système. Le Parti communiste italien, opposé au projet, mène avec succès une campagne de collecte de signatures pour une mise à référendum de son abrogation.

## Conditions de validité
Les référendums abrogatifs d'origine populaire sont légalement contraignant. Ils doivent cependant pour être légalement valides réunir la majorité absolue des suffrages exprimés en faveur de l'abrogation, et franchir le quorum de participation de 50 % des inscrits.

## Résultats
| Choix                     | Votes      | %      |  |
| ------------------------- | ---------- | ------ |  |
| Pour                      | 15 460 855 | 45,68  |  |
| Contre                    | 18 384 788 | 54,32  |  |
|                           |            |        |  |
| Votes valides             | 33 845 643 | 96,81  |  |
| Votes blancs et invalides | 1 113 761  | 3,19   |  |
| Total                     | 34 959 404 | 100    |  |
| Abstention                | 9 944 886  | 22,15  |  |
| Inscrits/Participation    | 44 904 290 | 77,85  |  |
| Quorum de participation   | ✔ 50 %     | ✔ 50 % |  |

Répartition des votants :
| Votes Pour (45,68 %) |  |  | Votes Contre (54,32 %) |
| ▲                    |  |  |                        |
| Majorité absolue     |  |  |                        |

Répartition des inscrits :
| Taux de participation (77,85 %) |  |  | Taux d'abstention (22,15 %) |
| ▲                               |  |  |                             |
| Quorum                          |  |  |                             |